# Plus-Minus-Methode
Die Plus-Minus-Methode ist eine geophysikalische Methode zur Analyse refraktionsseismischer Daten für die Rekonstruktion von Tiefen- und Geschwindigkeitsvariationen an gewellten Schichtgrenze geringer Neigung (< 10°).

## Theorie

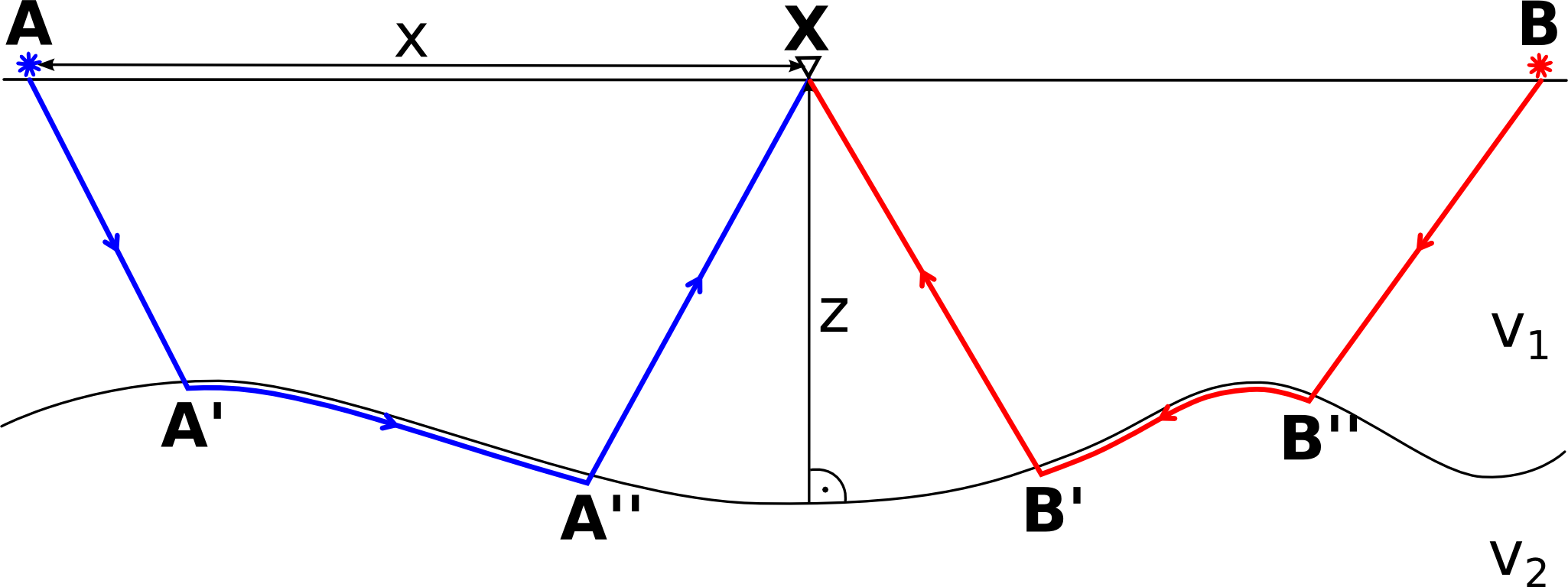
Schema der Plus-Minus-Methode mit den Strahlwegen zwischen Quellen A und B und dem Empfänger X

In der Plus-Minus-Methode wird die nahe Oberfläche als eine Schicht über einem Halbraum modelliert, wobei sowohl die Schicht als auch der Halbraum variable Geschwindigkeiten haben dürfen. Die Methode basiert auf der Analyse der sogenannten Plus-Zeit {\displaystyle t^{+}} und Minus-Zeit {\displaystyle t^{-}}, die durch folgende Gleichungen gegeben sind:
{\displaystyle t^{+}=t_{AX}+t_{BX}-t_{AB}}
{\displaystyle t^{-}=t_{AX}-t_{BX}-t_{AB}}
wobei {\displaystyle t_{AB}} die Laufzeit von A nach B, {\displaystyle t_{AX}} die Laufzeit von A nach X und {\displaystyle t_{BX}} die Laufzeit von B nach X ist.
Unter der Annahme, dass die Schichtgrenze zwischen A'' und B'' plan ist und dass der Einfallswinkel klein ist (<10°), entspricht die Plus-Zeit {\displaystyle t^{+}} der Intercept-Zeit in der klassischen Refraktionsanalyse und die Minus-Zeit {\displaystyle t^{-}} kann ausgedrückt werden als:
{\displaystyle t^{-}=t^{+}+{\frac {2x}{v_{2}}}}
wobei {\displaystyle x} der Abstand zwischen A und X ist und {\displaystyle v_{2}} die Geschwindigkeit des Halbraums ist.
Daher kann die Steigung der Minus-Zeit {\displaystyle \triangle t^{-}/\triangle x} verwendet werden, um die Geschwindigkeit des Halbraums {\displaystyle v_{2}} zu schätzen:
{\displaystyle v_{2}(x)=2{\frac {\triangle x}{\triangle t^{-}}}}
Das Intervall {\displaystyle \triangle x}, über das die Steigung geschätzt wird, sollte entsprechend der Datenqualität gewählt werden. Ein größeres {\displaystyle \triangle x} führt zu stabileren Geschwindigkeitsschätzungen, bringt aber auch eine stärkere Glättung mit sich. Wie in der klassischen Refraktionsanalyse kann die Dicke der oberen Schicht aus der Schnittzeit {\displaystyle t^{+}} abgeleitet werden:
{\displaystyle z(x)={\frac {t^{+}v_{1}(x)v_{2}(x)}{2{\sqrt {v_{2}^{2}-v_{1}^{2}}}}}}
Dies erfordert eine Schätzung der Geschwindigkeit der oberen Schicht {\displaystyle v_{1}(x)}, die aus der direkten Welle im Laufzeitdiagramm gewonnen werden kann.
Darüber hinaus können die Ergebnisse der Plus-Minus-Methode verwendet werden, um die Schuss-Empfänger-Statikverschiebung {\displaystyle \triangle \tau (x)} zu berechnen:
{\displaystyle \triangle \tau (x)=-{\frac {z(x)}{v_{1}(x)}}+{\frac {E_{X}-E_{S}+z(x)}{v_{2}(x)}}}
wobei {\displaystyle E_{X}} die Höhenlage des Datums und {\displaystyle E_{S}} die Oberflächenhöhe an Station X ist.

## Anwendung
Die Plus-Minus-Methode wurde für flache seismische Untersuchungen entwickelt, bei denen eine dünne, langsamere Verwitterungsschicht das festere Grundgestein bedeckt. Die Dicke der Verwitterungsschicht ist unter anderem wichtig für statische Korrekturen in der Reflexionsseismik oder für ingenieurtechnische Zwecke. Ein wichtiger Vorteil der Methode ist, dass sie keine manuelle Interpretation der Schnittzeit oder des Kreuzungspunktes erfordert. Dies macht sie auch leicht in Computerprogrammen implementierbar. Sie ist jedoch nur anwendbar, wenn die Schichtgrenze in Teilen plan ist und die Neigungen klein sind. Diese Annahmen führen oft zu einer Glättung der tatsächlichen Topographie der Schichtgrenze. Heutzutage wird die Plus-Minus-Methode meist durch fortgeschrittenere Inversionsmethoden ersetzt, die weniger Einschränkungen haben. Trotzdem wird die Plus-Minus-Methode immer noch für die Echtzeitverarbeitung im Feld verwendet, da sie einfach und rechnerisch kostengünstig ist.